# 무진 흐린뒤 안개
"霧津 흐린뒤 안개"는 1986년에 개봉한 대한민국의 영화이다.

## 캐스팅
- 최윤석 : 기준 역
- 김교순
- 오혜림
- 김진애
- 오영화
- 양택조
- 최성관
- 곽건
- 길달호
- 신찬일
- 박용팔
- 박예숙
- 조학자
- 문미봉
- 민경숙